# Intensidad de radiación solar ultravioleta
El ISUV (sigla de Intensidad de Radiación Solar Ultravioleta), según el Servicio Meteorológico Nacional, de Argentina, corresponde al máximo valor esperado de la intensidad de la radiación solar ultravioleta (alrededor del mediodía solar) en condiciones de cielo despejado. Esta varía día a día muy lentamente ya que depende de la radiación solar (radiación UV-A y UV-B) que diariamente llega a la superficie de la tierra y de la evolución de la capa de ozono. Mientras que ISUVn corresponde al mínimo valor esperado para esta radiación, bajo la sombra de las nubes pronosticadas, es por esto que puede variar bruscamente de un día a otro ya que depende de la ISUV y de la nubosidad que se espera se registre durante el mediodía solar de ese día. En zona de montaña y con nieve el índice debe incrementarse en una calificación (salvo el extremo). Este índice da indicación del riesgo de sobre-exposición al Sol con valores y calificaciones, relacionados con el tiempo mínimo para el enrojecimiento y eventual quemadura de la piel.

## Escala

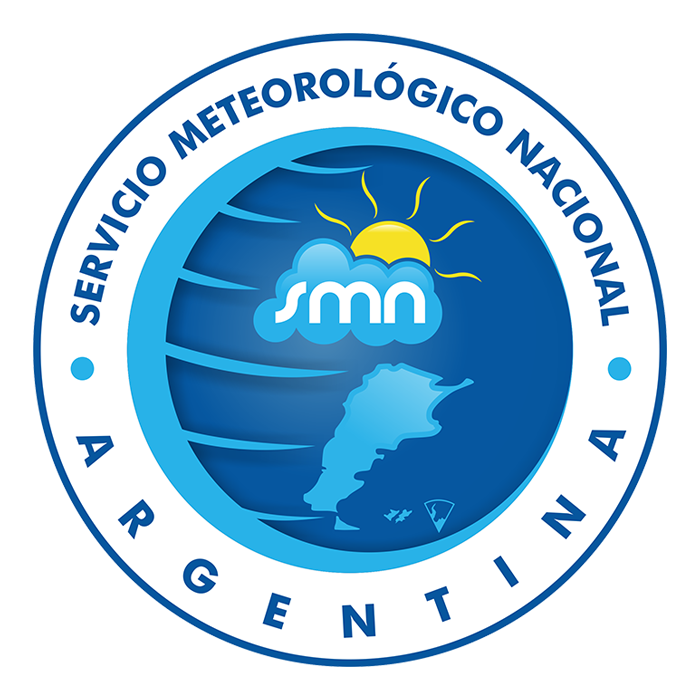
SMN.

| Riesgo   | Índice ISUVn |
| -------- | ------------ |
| Bajo     | <=2          |
| Moderado | 3 - 5        |
| Alto     | 6 - 9        |
| Muy Alto | 10 - 14      |
| Extremo  | >=15         |